# Jessica Paré

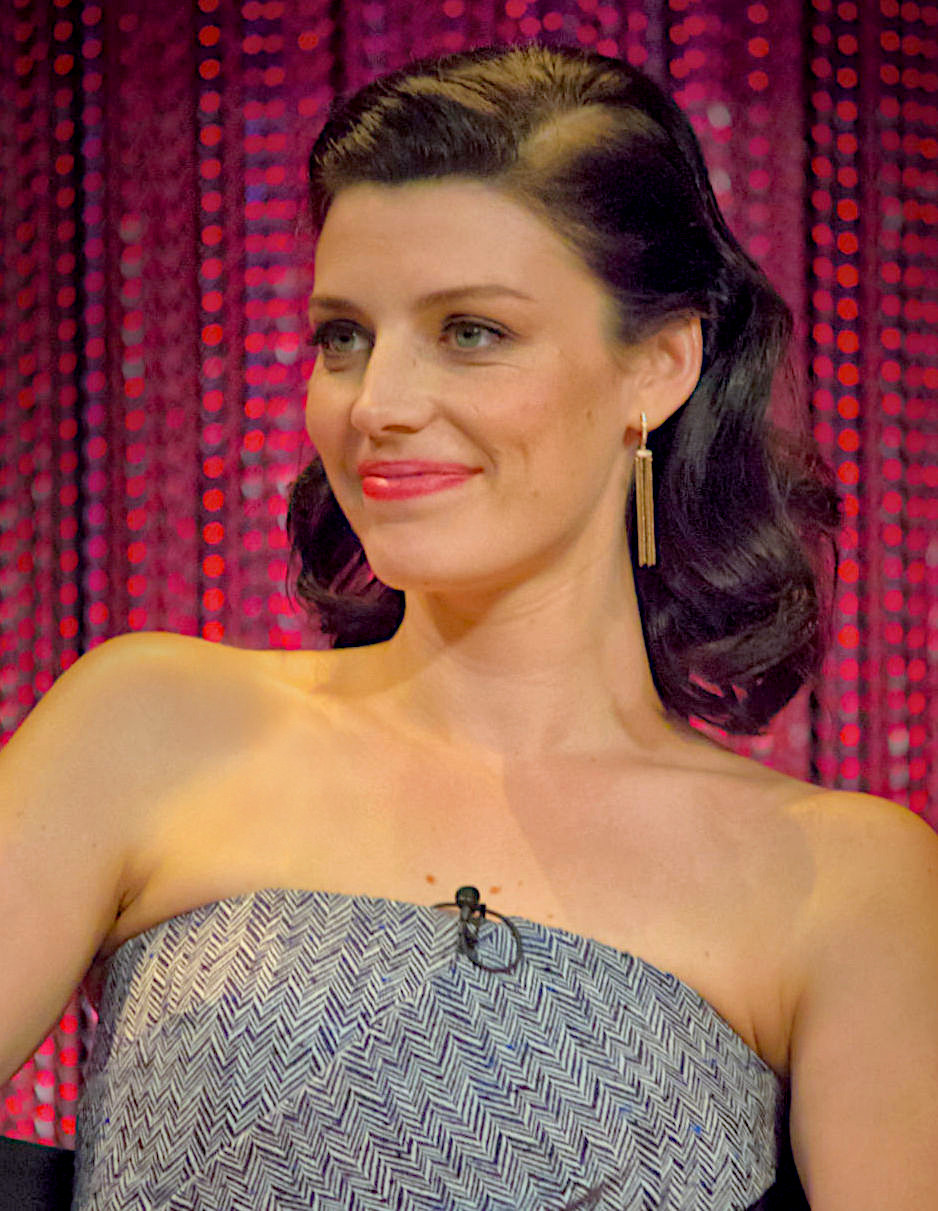
Jessica Paré

Jessica Paré (n. 5 decembrie 1980, Montreal, Quebec) este o actriță canadiană. Ea a devenit cunoscută prin filmele Stardom (2000), Lost and Delirious (2001), Wicker Park (2004), Hot Tub Time Machine (2010) și serialul american Mad Men.

## Filmografie
- Bonanno: A Godfather's Story (1999), Rosalie Profacies
- Stardom (2000), Tina Menzhal
- En Vacances (2000), Carole Beaumont
- Lost and Delirious (2001),  Victoria "Tori" Moller
- Random Passage (2002), Annie Vincent (age 15) – TV miniseries
- Napoléon (2002), Eléonore Denuelle – TV miniseries
- Bollywood/Hollywood (2002), Kimberly Stewart
- Posers (2002), Adria
- The Death and Life of Nancy Eaton (2003), Nancy Eaton – TV miniseries
- Wicker Park (2004), Rebecca
- Lives of the Saints (2004) Rita Amherst – TV movie
- See This Movie (2004), Samantha Brown
- Jack & Bobby (2004–2005), Courtney Benedict – TV series
- Protect and Serve (2007), Hope Cooke - TV pilot
- Life (2007) – TV series, in the episode "The Fallen Woman"
- Caniformia (2009), The Waxing Lady
- Shoe at Your Foot (French: Jusqu'à toi) (2009), Liza
- Suck (2009), Jennifer
- The Trotsky (2009), Laura
- Peepers (2009), Helen
- Hot Tub Time Machine (2010), Tara
- Red Coat Justice (2010), Amethyst
- Mad Men (2010), Megan Calvet – TV series